# August Grotehenne
August Grotehenne († 28. März 1933 in Langelsheim) war ein deutscher Gewerkschaftsfunktionär.

## Ermordung
Grotehenne, ein Sozialdemokrat und Gewerkschaftsfunktionär, wurde am 27. März 1933 im Zuge einer gegen die organisierte Arbeiterschaft gerichteten Massenverhaftungsaktion im Braunschweiger Raum („Überholaktion“) verhaftet und in die Gastwirtschaft Bokemüller in Langelsheim verschleppt. Dort wurde er schweren Misshandlungen durch SS-Angehörige ausgesetzt, an deren Folgen er am folgenden Morgen starb.
Grotehenne wurde bei seiner Einlieferung sofort mit Schlägen empfangen und auf die Bühne hinausgeprügelt. Dort wurde er zunächst mit Kleidern auf den Tisch gelegt und mit verschiedenen Schlagwerkzeugen misshandelt. Da diese Schläge aber anscheinend nicht die gewünschte Wirkung hatten, rissen die SS-Männer ihrem Opfer die Hose herunter und setzten dann die Misshandlungen so lange fort, bis Grotehenne keinen Ton mehr von sich gab. Sodann wurde er absichtlich in der Weise vom Tisch gestoßen, dass er mit dem Kopf zuerst auf den Boden aufstieß. Dort blieb er eine halbe Stunde lang unbeachtet liegen. Als sich Grotehenne wieder rührte, wurde er von neuem ergriffen. Er erhielt den Befehl, eine aus Blut und Kot bestehende Schmutzschicht, die sich um den Tisch herum gebildet hatte, aufzuwischen. Als sich Grotehenne bückte, um den Befehl auszuführen, erhielt er von hinten einen Fußtritt, so dass er mit dem Kopf in einen vor ihm stehenden Eimer stürzte. Darauf wurde er wieder auf den Tisch geworfen und abermals mit Werkzeugen aller Art unbarmherzig auf ihn eingeschlagen. Dann wurde Grotehenne ein zweites Mal vom Tisch gestoßen. Nunmehr ergriffen ihn zwei SS-Leute und stellten ihn auf den Kopf. Sie spreizten seine Beine auseinander und schlugen ihm mit einem Buchenknüppel auf die Geschlechtsteile. Dann wurde Grotehenne von vier SS-Leuten an Armen und Beinen gepackt, mehrmals hin- und hergeschwenkt, wobei ein fünfter SS-Mann dem Wehrlosen bei jedem Schwung einen Peitschenhieb auf den Bauch versetzte. Schließlich wurde er unter dem auch in einem andren Falle gebrauchten Ausruf: 'Wir werden euch mal zeigen, wie man ein Schwein in die Schote wirft!' etwa vier Meter weit in den Saal geschleudert. Grotehenne blieb reglos liegen; um ihn herum bildete sich sofort eine große Blutlache. Grotehenne starb am folgenden Morgen.
Heute erinnert die August-Grotehenne-Straße in Langelsheim an sein Schicksal.